# 洛朗·沃基耶
洛朗·蒂莫泰·马里·沃基耶（法語：Laurent Timothée Marie Wauquiez，發音：[lɔʁɑ̃ timɔte maʁi vokje]；1975年4月12日—），法国政治人物，共和黨党员，自2016年起担任奥弗涅-罗讷-阿尔卑斯大区议会主席，2017年-2019年担任共和党主席。
沃基耶于2004年接替雅克·巴罗在国民议会的席位，随后于2007年被任命为国务秘书和政府发言人，次年担任就业部长，2010年担任欧洲事务部长，2011年担任高等教育与研究部长。2008年-2016年，沃基耶担任勒皮市长，2012年-2017年及2024年至今再度担任国民议会议员。